# IC 1428
IC 1428 је спирална галаксија у сазвјежђу Пегаз која се налази на листи објеката дубоког неба у Индекс каталогу.
Деклинација објекта је + 2° 37' 52" а ректасцензија 22h 4m 27,7s. Привидна величина (магнитуда) објекта IC 1428 износи 14,4 а фотографска магнитуда 15,2. IC 1428 је још познат и под ознакама CGCG 377-21, PGC 67979.